# Andasibe (Kandreho)
Andasibe è una città e comune del Madagascar situata nel distretto di Kandreho, regione di Betsiboka. 
La popolazione del comune rilevata nel censimento 2001 era pari a 60 100 unità.